# Tadeusz Rutkowski (oficer marynarki)

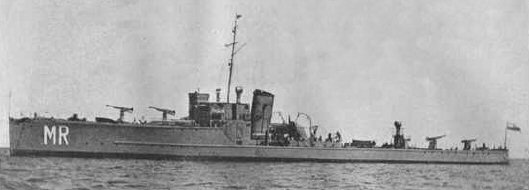
ORP „Mazur” w morzu

Tadeusz Rutkowski (ur. 9 marca 1906 w Białymstoku, zm. 27 marca 1977 w Świnoujściu) –  Kawaler Srebrnego Krzyża Virtuti Militari, komandor i morski oficer pokładowy okrętów nawodnych, artylerzysta. W okresie od 1929 r. do 1951 r. służył w Polskiej Marynarce Wojennej. W kampanii wrześniowej, jako dowódca ORP „Mazur”, walczył do zatopienia okrętu. Od 2 września 1939 r. uczestniczył w obronie Helu, jako zastępca dowódcy dywizjonu artylerii nabrzeżnej. Po kapitulacji, od 2 października 1939 r. przebywał wraz z całym korpusem oficerskim w niewoli niemieckiej. W 1946 r. powrócił do odrodzonej Marynarki Wojennej. Służbę wojskową zakończył jako dowódca Bazy MW w Świnoujściu, zwolniony w 1951 roku.

## Służba wojskowa do 1939
W latach 1926 do 1929, uczył się w Oficerskiej Szkole Marynarki Wojennej w Toruniu (przemianowanej w 1928 r. przez komendanta J. Piłsudskiego na Szkołę Podchorążych Marynarki Wojennej). Uroczysta nominacja na stopień podporucznika MW odbyła się na krążowniku ORP „Bałtyk”. Po nominacji, pierwszym stanowiskiem służbowym było objęcie, w Kadrze MW w Świeciu nad Wisłą, dowództwa plutonu rekruckiego. Następnie przez pół roku do września 1930 r. odbywał I Kurs Aplikacyjny dla Podporuczników w Gdyni i Pucku, na ORP „Generał Haller”.
Od października 1930 do końca października 1931 r. był młodszym oficerem żywnościowym na ORP „Kujawiak”, następnie na ORP „Bałtyk” był instruktorem pokładowym i na ORP „Mazur” młodszym oficerem. Od listopada 1931 do końca marca 1932 r, pełnił funkcję dowódcy baterii artylerii nadbrzeżnej 105 mm na Helu. W 1932 r. odbył I Kurs Oficerów Artylerii Morskiej. Teorię zdobywał w Warszawie, a staże praktyczne odbywał w Gdyni oraz Tulonie (Francja) – czterotygodniowa praktyka i służba na ciężkich krążownikach „Duquesne” i „Tourville” oraz na kontrtorpedowcu „Tempete”. Następnie od grudnia 1932 r. został zaokrętowany na niszczycielu ORP „Burza”, jako II oficer artylerii. Pod koniec 1933 do lutego 1935 r. pełnił funkcję zastępcy dowódcy kanonierki ORP „Generał Haller” oraz dowódcy szkolnego okrętu artyleryjskiego ORP „Komendant Piłsudski”. Od marca do połowy października 1935 r. na torpedowcu ORP „Mazur” był instruktorem artylerii i jednocześnie pełnił obowiązki zastępcy Szefa Sztabu Dowództwa Floty. Następnie od drugiej połowy października 1935 r. do maja 1936 r. w Kierownictwie Marynarki Wojennej w Warszawie, był referentem broni i następnie przez 3 miesiące pełnił obowiązki zastępcy Szefa Artylerii i Uzbrojenia Kierownictwa MW. Po powrocie do Gdyni na ORP „Bałtyk” przez pół roku był instruktorem dalmierzystów. Następnie z ramienia Szefostwa Fortyfikacji, przez pół roku, do końca marca 1937 r. kierował montażem centrali artyleryjskiej i kierowania ogniem baterii 152,4 mm na Helu.           
Od marca 1937 do 19 lutego 1938 r. przez dwanaście miesięcy był członkiem kierownictwa Komisji Nadzoru Budowy (zastępując kpt. mar. Stanisława Mieszkowskiego), której przewodniczył kmdr ppor. inż. Roman Somnicki, podczas budowy niszczyciela ORP „Gryf” w stoczni „Normanda”, w Hawrze (Francja). Uczestniczył także w Komisji Odbiorczej pod przewodnictwem kmdr por. Włodzimierza Steyera. Dnia 27 lutego 1938 r. o godzinie 11.00 została podniesiona bandera na ORP „Gryf”, po 45 miesiącach budowy (zamiast 28 planowanych). Jako członek pierwszej załogi, na stanowisku I oficera artylerii, przyprowadził okręt do Polski. Służbę na ORP „Gryf” pełnił do 10 czerwca 1938 r.
W roku 1939 kolejno pełnił funkcję: zastępcy dowódcy ORP „Wilia”, następnie był dowódcą ORP „Czapla” – okrętu w budowie i przy odbiorze oraz dowódcą ORP „Mewa”.
Od 05 czerwca 1939 do 1 września 1939 r. był dowódcą szkolnego okrętu artyleryjskiego ORP „Mazur” – do zatopienia okrętu w czasie walk na Oksywiu. Jako dowódca, na swoim okręcie kierował zajęciami na Kursie Oficerów Artylerii Morskiej – KOAM.    

## Udział w obronie wybrzeża w 1939 r.
1 września 1939 r. ORP „Mazur” dowodzony przez kap. mar. Tadeusza Rutkowskiego cumował przy molu (razem z ORP „Nurek”) w porcie wojennym na Oksywiu. Miał zadanie przewiezienia materiałów wojskowych z Gdyni na Hel. O godz. 14.00 port zaatakowały niemieckie samoloty Junkers JU 87 Stuka z eskadry IV/LG 1. Okręty, zostały obrzucone bombami. Mimo rozpaczliwego ognia polskiej obrony, samoloty wkrótce dotarły nad cele, którymi stały się gotowe do wypłynięcia „Mazur” i „Nurek” (także trafiony i zatopiony). W czasie nalotu i bombardowania, jedna z bomb, trafia w molo na wysokości dziobu ORP „Mazura”, powodując pęknięcie kadłuba. Okręt zaczął tonąć. Kolejna bomba eksplodowała na śródokręciu, w wyniku, czego okręt przełamał się na pół i osiadł na stępce. Wybuch bomby i kotłów okrętowych wyrzucił dowódcę kpt. mar. T. Rutkowskiego do morza. Mimo licznych zniszczeń oraz ogromnych strat w ludziach, pozostali członkowie załogi prowadzili ogień przeciwlotniczy. Najdłużej, do czasu, aż fale zmyły go z pokładu, walczył z-ca dowódcy por. Jacenty Dehnel strzelający z działka rufowego kal. 40 mm, który na koniec walki zerwał proporczyk dowódcy. Ocenia się, że zginęło około 40 ludzi z 77-osobowej załogi. Z wraku zostały zdemontowane i ustawione na lądzie armatki 75 mm, a pozostałe uzbrojenie zamontowano w improwizowanym pociągu pancernym „Smoku Kaszubskim”, który użyła Lądowa Obrona Wybrzeża.
2 września 1939 roku kpt. mar. T. Rutkowski, dzień po wyratowaniu się z morza, zgłosił się do dowódcy Dywizjonu Artylerii Nadbrzeżnej (DAN-u) obrony Helu – kmdr ppor. (majora artylerii lądowej) Stanisława Kukiełki i uczestniczył w obronie Helu oraz Oksywia – jako jego zastępca. Lądowym dowódcą obrony Helu był płk Stanisław Dąbek, natomiast Morską Obroną Wybrzeża dowodził kmdr Stefan Frankowski, a Rejonem Umocnień Helu kierował i dowodził kmdr Wł. Steyer, do którego kpt. T. Rutkowski został przydzielony. W trakcie obrony wybrzeża kpt. mar. Tadeusz Rutkowski wraz z kmdr ppor. St. Kukiełką opracowali a potem nadzorowali przeniesienie dział z zatopionego w porcie, stawiacza min ORP „Gryf”. Zadanie to wykonał por. Edmund Pappelbaum dowodząc około 100 marynarzami z załóg zatopionych ORP „Wicher” i „Gryf”. Kmdr ppor. St. Kukiełka i kpt. mar. T. Rutkowski, akceptując plany działania, zdecydowali – „... Dobrze! Niech Pan rozpoczyna! Otrzyma pan wszelka pomoc! Niech pan buduje baterię...” (wspomnienia por. mar. E. Pappelbauma).
Hel był ostatnim stałym bastionem polskiej obrony. Przez 32 dni załoga walczyła i trwała na stanowiskach w niełatwych, obciążających psychicznie i fizycznie warunkach. Dopiero 1 października 1939 r. około godziny 19.30 w sopockim hotelu Kasino-Hotel po przeszło półtoragodzinnych negocjacjach, podpisano akt kapitulacji – w imieniu kontradmirała J. Unruga podpisał go kmdr Majewski.
2 października 1939 r. po godzinie 10.00, nastąpiło przekazywanie Niemcom baterii artyleryjskich i wszystkich obiektów wojskowych. Na pożegnaniu z obrońcami kmdr Włodzimierz Steyer powiedział - „...dziękuję Wam za dobre spełnienie obowiązku żołnierskiego, za Waszą dzielną postawę, a odchodząc do niemieckiej niewoli, nie zapominajcie, że jesteście Polakami i pamiętajcie, że my tu jeszcze wrócimy...” (wspomnienia bosmana Stanisława Pawlikowskiego). Z kolei st. mar. Antoni Salaman wspomina pożegnanie kmdr. St. Kukiełki i jego słowa: „…marynarze, żołnierze los nas i cały polski naród ciężko doświadcza, ale pamiętajcie – Polska to wielka Rzecz...”
Obrońcy przed wymarszem do niewoli odśpiewali hymn narodowy.

## Pobyt w niewoli
Po zajęciu półwyspu helskiego przez Niemców, polskich obrońców rozdzielono, korpus oficerski, wraz z kpt. mar. Tadeuszem Rutkowskim, przewieziono do Gdańska, gdzie zaokrętowano ich na okręcie szpitalu Wilhelm Gustloff. Gestapo od razu, już na okręcie, rozpoczęło przesłuchiwanie jeńców. Z Gdańska korpus oficerski – obrońców Helu, przewieziono do Gdyni. Z Gdyni 5 października 1939 r. przewieziono oficerów do X C Nienburg nad Wezerą, w pobliżu Bremy. Następnie 9 października 1939 r. przewieziono korpus oficerski do Austrii, do obozu XVIII Spittal, nad Drawą. Dnia 1 czerwca 1940 r. nastąpił wyjazd ze Spittal do Oflagu II C Woldenberg. W Oflagu II C zgromadzono oficerów Marynarki Wojennej w baraku XV B. Pierwszym starszym obozu i pierwszym dowódcą konspiracji, w czerwcu 1940 r., był kontradmirał Józef Unrug.
W obozie XVII-C Spittal kpt. mar. T. Rutkowski był organizatorem i słuchaczem Kursów Artylerii Lądowej. W II-C Woldenbergu był wykładowcą na Kursach Artylerii Morskiej, oraz czynnym słuchaczem Uniwersytetu Woldenbergu. Był również organizatorem i uczestnikiem zawodów i zmagań sportowych. Parę razy trafił do aresztu – do odosobnionej celi – między innymi za „...obrazę Armii Niemieckiej...”.
W czasie ewakuacji, oficerowie obozu „Wschód” (około 3000 jeńców), w którym znajdował się kpt. mar. Tadeusz Rutkowski, zostali wyzwoleni przez wojska radzieckie 30 stycznia 1945 r. w majątku Dziedzice pod Barlinkiem.

## Służba wojskowa od 1946 do 1951 r.

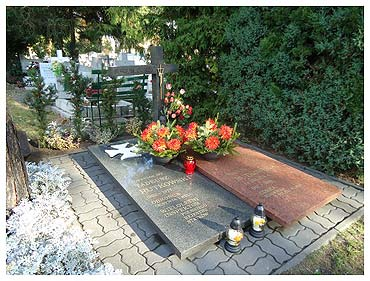
Grób kmdr por. Tadeusza Rutkowskiego na cmentarzu komunalnym w Świnoujściu

Po wyzwoleniu w styczniu 1945 r. wrócił do kraju i po spotkaniu z rodziną w Warszawie, udał się do Sopotu, gdzie od grudnia 1945 pełnił funkcję inspektora w Państwowym Urzędzie Repatriacyjnym. Następnie do lutego 1946 r. pracował w Kapitanacie Portu, w Gdańsku i Gdyni, jako pilot portowy.
27 lutego 1946 r. został powołany do służby w odradzającej się Marynarce Wojennej. Zweryfikowany w stopniu komandora podporucznika otrzymał przydział do Sztabu Głównego MW, na stanowisko pomocnika, a następnie Szefa Oddziału Operacyjnego Wyszkolenia Morskiego. Od lutego 1947 r. przez pół roku w Sztabie pełnił funkcję Oficera Artylerii Floty i dodatkowo pełnił obowiązki Dowódcy Dywizjonu Artylerii Kolejowej.
W sierpniu 1947 r. objął stanowisko Szefa Sztabu Szczecińskiego Okręgu Nadmorskiego, zastępując kmdr por. K. Kraszewskiego. Od czerwca 1950 do początku 1951 r. pełnił obowiązki dowódcy SON-u. Po awansie na komandora porucznika, w styczniu 1951 objął dowództwo Bazy Marynarki Wojennej w Świnoujściu.
15 grudnia 1951 został zwolniony ze służby z pozbawieniem praw emerytalnych.
Po zwolnieniu z MW przez kilka lat, szukając stałego zatrudnienia, pracował dorywczo. Stałe zatrudnienie było niemożliwe ze względu na zalecenia władz bezpieczeństwa dla pracodawców, dotyczące zatrudniania „oflagowców czy woldemberczyków”.
Dopiero od 1954 r. został zatrudniony na stałe w Polskim Rejestrze Statków i był założycielem placówki w Świnoujściu. Jako inspektor kierował oddziałem PRS-u do odejścia na emeryturę w 1971 r. W czasie 17-letniej pracy skończył studia uzyskując dyplom inżyniera na Wydziale Elektrycznym Politechniki Warszawskiej. Wyrazem uznania za pracę i kierowanie placówką było wyróżnienie Złotą Odznaką „Zasłużony Pracownik Morza”. W 1960 roku ponownie potwierdzono, wcześniej unieważniony i odebrany dyplom Kapitana Żeglugi Małej, przyznany 1 grudnia 1945 r.
Zmarł 27 marca 1977 roku w Świnoujściu, przeżywszy 71 lat.

## Awanse
- podporucznik marynarki – 15 sierpnia 1929 r.
- porucznik marynarki – 1 października 1933 r.
- kapitan marynarki – 19 marca 1938 r.
- komandor podporucznik – 27 lutego 1946 r.
- komandor porucznik – 16 grudnia 1950 r.
- komandor (pośmiertnie) – 21 listopada 2018 r.[4]

## Ordery i odznaczenia
- Krzyż Srebrny Orderu Virtuti Militari – 1946 r.
- Krzyż Oficerski Orderu Odrodzenia Polski - pośmiertnie - 29 marca 2018 r.[5]
- Złoty Krzyż Zasługi – 1946 r.
- Brązowy Medal za Długoletnią Służbę – X lat – 1939 r.
- Medal za Odrę, Nysę, Bałtyk
- Medal Zwycięstwa i Wolności 1945 – 1947 r.
- Odznaka Grunwaldzka – 1947 r.
- Brązowy Medal „Siły Zbrojne w Służbie Ojczyzny” – brązowy – 1951 r.
- Złota Odznaka honorowa „Zasłużony Pracownik Morza”